# Percy Carpenter

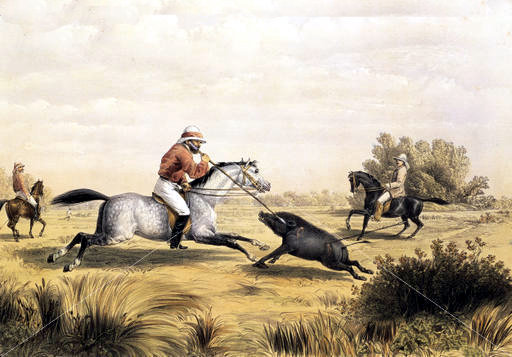
Wildschweinjagd in Bengalen, Graphik 1861

Percy Carpenter (* 1820 in London; † 1895 ebenda) war ein englischer Landschafts- und Architekturmaler.

## Leben
Percy Carpenter kam aus einer Künstlerfamilie, seine Mutter war die angesehene Porträtmalerin Margaret Sarah Carpenter (geborene Geddes) und sein Vater William Hookham Carpenter (1792–1866), der seit 1845 am Britischen Museum als Leiter der Graphikabteilung (englisch Print Cabinet-Conservator) tätig war. Er hatte zwei Geschwister William (1818–1899) und Jane Henrietta Carpenter, die von der Mutter zu Malern ausgebildet wurden. Carpenter studierte an der Royal Academy, wo er zwischen 1841 und 1858, sowie in den Jahren 1842, 1845 und 1851 in der British Institution auch ausstellte. Zwischen 1850 und 1858 reiste und malte er in Asien, unter anderem in Indien und Singapur. Nach England zurückgekehrt begann er am Britischen Museum zu arbeiten, wo er mit der Zeit dieselbe Stelle wie sein Vater bekleidete.

## Werke (Auswahl)
- 1841: View of the North-side of Edward the Confessor’s Chapel in Westminster Abbey (mit Blick auf die Grablegen von Eduard der Bekenner, Heinrich V. Queen Eleanor and Heinrich III.)
- 1845: Interior of Stone Church near Greenhithe
- 1858: Singapore, East Indies
- Interior of St. George’s Chapel, Dartford Church, Kent
- Montagu House, South-East Corner and Gateway
- View in Westminster Abbey